# Охеда Риос, Филиберто
Филиберто Охеда Риос (исп. Filiberto Ojeda Ríos, 26 апреля 1933 — 23 сентября 2005) — пуэрто-риканский революционер, руководитель Вооружённых сил национального освобождения и Пуэрто-риканской народной армии, одна из ключевых фигур борьбы за независимость Пуэрто-Рико.

## Смерть
С 1990 по 2005 год скрывался от ФБР США, которое преследовало его за участие в ограблении. В 1998 году взял на себя ответственность за взрыв на стройке. В 2005 погиб в перестрелке с агентами ФБР. Эта операция вызвала неоднозначное отношение в Пуэрто-Рико.